# ソルヴェーグ・ドマルタン
ソルヴェーグ・ドマルタン （Solveig Dommartin, 1961年5月16日 - 2007年1月11日） は、フランスの女優。

## 略歴
1961年5月16日、アルジェリアのコンスタンティーヌで生まれる。
ヴィム・ヴェンダースの『東京画』（1985年）の編集を担当したことをきっかけにヴェンダースに見出され、1987年に『ベルリン・天使の詩』で女優としてデビュー。1991年の『夢の涯てまでも』ではヴェンダースとともに世界中を旅し、脚本を共同執筆した。1998年には短編映画『Il suffirait d'un pont』を製作した。
2007年1月11日、心臓発作のため45歳で死去した。

## 出演作品
- ベルリン・天使の詩 Der Himmel über Berlin （1987年）
- ペテルブルグ幻想 The Prisoner of St. Petersburg （1989年）
- Je t'ai dans la peau （1990年）
- S'en fout la mort （1990年）
- 夢の涯てまでも Bis ans Ende der Welt （1991年）
- 時の翼にのって/ファラウェイ・ソー・クロース! In weiter Ferne, so nah! （1993年）
- パリ、18区、夜。 J'ai pas sommeil （1994年）
- Navarro （1995年） テレビシリーズ
- Commandant Nerval （1996年） テレビシリーズ
- Eiffel Tower Trilogy: Height, Weight & Gravity （1997年） 短編